# Pleacă de aici, unicornule!
Pleacă de aici, unicornule! (engleză Go Away, Unicorn!) este un serial de animație produs de Sonar Entertainment în asociere cu Nelvana. Serialul a avut premiera pe 7 septembrie 2018 pe canalul canadian pentru copii YTV și s-a încheiat pe 8 iunie 2019.
În România, serialul este difuzat pe Minimax.

## Despre serial
Serialul urmărește o fată pe nume Alice și cel mai bun prieten al ei, un unicorn plin de energie.  Împreună, ele își explorează diferențele și își dau seama că prieteniile pot fi găsite în cele mai neașteptate locuri.

## Personaje
- Alice - O fetiță de opt ani care aspiră să reușească în toate demersurile sale.
- Unicornule - Un unicorn vesel și plin de energie care provoacă în mod constant tot felul de probleme, dar care, în cele din urmă, vine în ajutorul lui Alice.
- Ollie - Un băiat indian-canadian, al cărui tată putea să silabisească în trei limbi în țara sa natală în copilărie.
- Pixie - O fată veselă și tânără care adoră sclipiciul și care îl aruncă în aer din când în când.
- Hugo - Fratele mai mic al lui Alice.
- Tanya - Mama lui Alice și a lui Hugo.
- Chuck - Tatăl lui Alice și al lui Hugo.

## Dublaj în limba română
Dublarea a fost realizată de Iyuno-SDI Group.
- Traducere și adaptara: Stelian Mierluț și Sanda Ilieș

| Caracter   | Voce             |
| ---------- | ---------------- |
| Alice      | Georgia Căprărin |
| Unicornule | Petre Ghimbășan  |
| Pixie      | Alessia Popa     |
| Tata       | Răzvan Vicoveanu |
| alte voci  | Alina Leonte     |
| alte voci  | Ștefania Olar    |
| alte voci  | Daria Oprea      |
| alte voci  | Alexandru Rusu   |
| alte voci  | Richard Balint   |
| alte voci  | Sorin Ionescu    |
| alte voci  | Andrei Lupu      |
| alte voci  | Paul Zurbău      |